# Regionalisme (litteratur)
 For alternative betydninger, se Regionalisme. (Se også artikler, som begynder med Regionalisme)
Regionalisme (af latin, region = egn, landskab), en præciserende betegnelse for litteratur, hvori de personer og det miljø, der skildres, er karakteriseret ved en særlig atmosfære fra en bestemt egn. Regionen er oftest et land- eller provinsmiljø, der spiller en vigtig rolle for værkets udtryk. Et ældre (næsten dækkende) udtryk er; hjemstavnsdigtning.
| Sprog og litteratur | Spire Denne artikel om litteratur er en spire som bør udbygges. Du er velkommen til at hjælpe Wikipedia ved at udvide den. |